# Pierre Joseph du Chambge d'Elbhecq
Pierre Joseph du Chambge d’Elbhecq, né le 1er janvier 1733 à Lille, mort le 1er septembre 1793 à Saint-Jean-de-Luz (Pyrénées-Atlantiques), est un général français.

## Biographie
Pierre-Joseph du Chambge est le fils de Pierre-François du Chambge (1695-1742), chevalier, seigneur d'Elbhecq, bourgeois de Lille le 11 mars 1729, né et mort à Lille et de Marie-Pélagie-Joseph Fruict, morte à Lille le 22 juin 1743'.
Pierre-Joseph détient les titres de baron d'Elbhecq,  et de pair du duché de Bouillon. Convoqué aux assemblées des nobles par ordonnance du 19 décembre 1765, il devient bourgeois de Lille sur requête le 8 mars 1774.
Il a été élu en 1782 député de la noblesse de la Flandre wallonne.
Il épouse le 3 mars 1767 à Villeneuve-le-Roi Marie-Anne du Buc (1744-1815), née à la Martinique en 1744, morte à Paris en 1815, fille de Jean-Baptiste du Buc du Ferret, écuyer, chef du bureau des colonies, intendant des colonies et de Marie-Anne Febvrier. De cette union vont naître plusieurs enfants, dont un fils qui va épouser sa cousine germaine, connue sous le nom de Pauline Duchambge.
Il fait construire l'hôtel de Lamissart à Lille.

## États de service
Il entre en service en 1754, et il est nommé, colonel commandant du régiment royal suédois en 1767 puis la même année colonel en second commandant le régiment de Bouillon le 23 juin 1767. Il est à Rocroi en juillet 1772, à Phalsbourg en octobre 1773 et à Sarrelouis en avril 1774. Il est promu brigadier en 1780,  maréchal de camp le 1er janvier 1784 et chevalier de Saint-Louis. 
Partisan des idées nouvelles, il est élu le 8 avril 1789, député suppléant de la noblesse aux États-Généraux, et il est admis le 29 décembre de la même année dans l'Assemblée constituante, pour remplacer Louis Séraphin du Chambge de Noyelles, son cousin démissionnaire. Il soutient les revendications populaires et au mois de juin 1790, il fait l'éloge de l'esprit public dans les départements du Nord, de la Somme et du Pas-de-Calais. 
Lors de la fuite du roi pour Varennes, il demande que tous les militaires membres de l'Assemblée prêtent serment de fidélité à la nation. Il est promu lieutenant-général le 17 décembre 1791 et en 1792, il se rend à l'armée du Nord. Le 11 juillet 1793, il est appelé au commandement de l'armée des Pyrénées-Orientales, mais il meurt de maladie le 1er septembre 1793,.
Le nom du général D’Elbhecq est inscrit au côté ouest de l’Arc de Triomphe de l'Étoile, 33e colonne.

## Sources
- « Pierre Joseph du Chambge d'Elbhecq », dans Adolphe Robert et Gaston Cougny, Dictionnaire des parlementaires français, Edgar Bourloton, 1889-1891 [détail de l’édition]
- (en) « Generals Who Served in the French Army during the Period 1789 - 1814: Eberle to Exelmans »
- « Pierre, Joseph du Chambge d'Elbhecq », sur Fiche sur Assemblée nationale
- Général Louis Susanne, Histoire de l’ancienne infanterie française, t. 7, Paris, 1853
- Georges Six, Dictionnaire biographique des Généraux et Amiraux Français de la Révolution et de l'Empire (1792-1814), Paris, Gaston Saffroy, 2003.